# Лю Кунь
Лю Кунь (кит. 刘昆; род. декабрь 1956, Жаопин, Гуандун) — китайский государственный и политический деятель, министр финансов КНР с 19 марта 2018 по 24 октября 2023 года.
Ранее член Центральной комиссии КПК по проверке дисциплины 19-го созыва. Делегат 10, 11 и 12-го созывов Всекитайского собрания народных представителей. Председатель Комитета ВСНП по бюджетным вопросам (2016—2017), заместитель председателя Комитета ВСНП по финансам и экономике (2017—2018).

## Биография
Родился в декабре 1956 года в уезде Жаопин, провинция Гуандун.
С июня 1973 года во время Культурной революции работал на заводе лёгкой промышленности в уезде Юньсяо (провинция Фуцзянь). После возобновления всекитайских вступительных экзаменов в феврале 1978 года принят в Сямэньский университет, который окончил в феврале 1982 года по специальности «финансы и кредитно-денежная экономика». Однокурсник другого будущего политика Хэ Лифэна.
В июле 1984 года вступил в Коммунистическую партию Китая. С 1982 года на различных должностях в администрации провинции Гуандун, с декабря 2001 по октябрь 2002 года — заместитель ответственного секретаря партотделения КПК правительства провинции, затем и до июля 2010 года — глава финансового управления администрации провинции Гуандун. В июле 2010 года назначен вице-губернатором Гуандуна.
В мае 2013 года переведён в центральное правительство и утверждён на посту заместителя министра финансов КНР.
В декабре 2016 года назначен председателем Комитета по бюджетным вопросам Всекитайского собрания народных представителей 12-го созыва. В феврале 2017 года в новой структуре ВСНП занял позицию заместителя председателя Комитета по финансам и экономике.
19 марта 2018 года на 1-м пленуме Всекитайского собрания народных представителей утверждён в должности министра финансов КНР.
28 сентября 2023 года его сменил Лань Фоань на посту секретаря Коммунистической партии Министерства финансов. 24 октября его сменил Лань на посту министра финансов.